# Afrikas Fußballer des Jahres 1975
Der Ballon d’Or (französisch für Goldener Ball) der Zeitschrift France Football wurde 1975 zum sechsten Mal für Afrikas Fußballer des Jahres vergeben. Gewinner der Auszeichnung war der Marokkaner Ahmed Faras.

## Abstimmungsmodus
Wählbar waren alle afrikanischen Fußballspieler, unabhängig von ihrer Vereinszugehörigkeit.

## Ergebnis
| Rang | Spieler                         | Nationalität | Verein              | Stimmen |
| ---- | ------------------------------- | ------------ | ------------------- | ------- |
| 1.   | Ahmed Faras                     | Marokko      | Chabab Mohammédia   | 28      |
| 2.   | Roger Milla                     | Kamerun      | Canon Yaoundé       | 24      |
| 2.   | N’Jo Léa                        | Guinea       | Hafia FC            | 24      |
| 4.   | Tarak Dhiab                     | Tunesien     | Espérance Tunis     | 16      |
| 5.   | Christophe Sagna                | Senegal      | ASC Jeanne d’Arc    | 15      |
| 6.   | Petit Sory                      | Guinea       | Hafia FC            | 10      |
| 7.   | Larbi Aherdane                  | Marokko      | Wydad Casablanca    | 9       |
| 8.   | Farouk Gaafar                   | Ägypten      | al Zamalek SC       | 7       |
| 8.   | Sadok Sassi                     | Tunesien     | Club Africain Tunis | 7       |
| 10.  | 3 Spieler mit jeweils 5 Stimmen |              |                     | 5       |